# Krzyż w zadymce
Krzyż w zadymce (Krzyż w śniegu, Zawieja) – obraz olejny namalowany przez polskiego malarza Józefa Chełmońskiego w 1907 roku, znajdujący się w zbiorach Muzeum Narodowego w Warszawie.

## Historia
Obraz wedle relacji Pii Górskiej powstał w Woli Pękoszewskiej, w majątku Górskich. Należał do Franciszka Goldberga-Górskiego od co najmniej 1915 roku do co najmniej 1929 roku. Anna i Jadwiga Górskie przekazały go do Muzeum Narodowego w Warszawie w sierpniu 1939 roku jako depozyt. 21 listopada 1968 roku muzeum stało się jego właścicielem na podstawie zapisu testamentowego Jadwigi Górskiej, córki Franciszka.

## Opis
W swojej twórczości Chełmoński kilkakrotnie sięgał po tematykę religijną. Uważał malarstwo za rodzaj artystycznej misji i religijnego posłannictwa. Po jednej z wizyt na pobliskiej plebanii, u swego przyjaciela księdza Barnaby Pełki w Ojrzanowie, powiedział do Pii Górskiej: 

Widzi pani: pole i rosa. Zdaje się nic, a to bardzo trudno oddać taką szarość. Ludzie są idioci! Myślą, że tylko ten służy Bogu, kto się na klęczkach modli, a ja mówię, że wymalowanie takiego pola z rosą, to jest służba Boża i może lepsza od innej!

Obraz przedstawia opierający się podmuchom wiatru krzyż przydrożny, obok którego przelatują dwa ptaki. Panująca zadymka potęguje mistyczne przeżycie wszechogarniającej obecności Boga w naturze. Jako pamięciowy model przy malowaniu obrazu posłużył artyście krucyfiks z kościółka w Boczkach, w miejscowości w której się urodził.